# Elianne Speksnijder
Elianne Speksnijder (Gorinchem, 15 februari 1990) is een Nederlands (rolstoel)-model. Zij zet zich onder andere in voor inclusie.

## Biografie
Aanvankelijk wilde Speksnijder naar de dansacademie, maar nadat ze op jonge leeftijd door de ziekte van Lyme in een rolstoel terechtkwam, was dit niet mogelijk. Ze startte aan de vooropleiding van de Kunstacademie (HKU), maar heeft zich door haar ziekte vooral zelf de vaardigheden moeten aanleren. Zo werkte ze onder andere als freelance fotograaf.
Speksnijder begon in 2016 met modellenwerk tijdens de Amsterdam FashionWeek, maar werd vooral bekend met haar deelname aan de Mis(s)Verkiezing 2017 van Lucille Werner, en haar boeking als eerste inclusieve rolstoelmodel op de FashionWeek Milaan.
Met haar inzet voor meer inclusie in de media en modewereld, werd Speksnijder in 2018 genomineerd voor de ShakingTree Award vanuit het Ministerie van Volksgezondheid. Tevens werd ze door Secretaris Generaal Erik Gerritsen uitgenodigd voor de Nieuwjaarsreceptie in 2019 van het Koningshuis.
In 2019 werd ze vanuit Holland Dance gevraagd voor een project om als "inclusie-danseres" samen te werken in het dansgezelschap van Jasper van Luijk, aan de voorstelling SUM of US.

### Parasport
In 2024 was haar eerste kennismaking met zitskiën via de Bibian Mentel foundation, waar zij al snel talentvol in bleek te zijn. Zij traint mee met het Belgisch paraskiteam en is onderdeel van wereldwijds eerste voltallig paraski-demo team, dat op het IVSI-congres 2025 hun sporen heeft verdiend. Hun volgende missie is om met het team af te reizen naar Colorado in 2027.

### Privé
Op 14-jarige leeftijd kreeg Speksnijder onverklaarbare symptomen, in die mate dat ze na een jaar een rolstoel moest gebruiken. Deze klachten zijn geruime tijd niet erkend, waarmee Speksnijder in deze periode tevens te kampen kreeg met anorexia en CPTSS. Op 22-jarige leeftijd kreeg ze uiteindelijk de diagnose (chronisch) lyme.
Tussen 2019 en 2021 heeft Speksnijder zich tijdelijk teruggetrokken uit het publieke domein om ernstige gezondheidsredenen maar vanaf 2022 is ze langzaam haar comeback gaan maken middels verschillende fotoshoots en de medewerking aan het boek 'Ik Ben'. De tekst die gelijkend is aan de tattoo op haar linkervoet.

## Modellenwerk
| Locatie                 | Jaartal | Designer                               |
| ----------------------- | ------- | -------------------------------------- |
| Amsterdam FashionWeek   | 2016    | Kelly SUE                              |
| Amsterdam FashionWeek   | 2017    | Kelly SUE                              |
| FashionWeek Milaan      | 2018    | Yezael + Diego Salerno                 |
| Haute Couture show Rome | 2018    | combinatie van jong aanstormend talent |

| Opdracht             | Jaartal | Opdrachtgever    |
| -------------------- | ------- | ---------------- |
| Shoot / Interview    | 2017    | Omoda            |
| Shoot                | 2017    | Amayzine / Dove  |
| Shoot / Interview    | 2018    | Vriendin         |
| Shoot / Online Video | 2018    | ING              |
| Shoot / Interview    | 2018    | VROUW            |
| Shoot                | 2019    | VROUW            |
| Shoot                | 2022    | LINDA            |
| Shoot                | 2022    | Ring deurbel     |
| Shoot                | 2023    | Rechten v/d Mens |
| Shoot                | 2023    | Rechtbank R'dam  |

## Overige werkzaamheden
| Opdracht       | Jaartal   | Opdrachtgever                      |                                                                       |
| -------------- | --------- | ---------------------------------- | --------------------------------------------------------------------- |
| Inclusiedanser | 2019-2020 | Shifft                             | Dansvoorstelling Sum of Us in samenwerking met Holland Dance Festival |
| Boek           | 2023      | Stichting Basketball Experience NL | 'Ik Ben'                                                              |
| Podcast        | 2023      | Uniek Sporten                      | Het inspirende verhaal van Elianne Speksnijder                        |

## Prijzen en Nominaties
- Genomineerd voor de ShakingTree Award vanuit het Ministerie van Volksgezondheid vanwege inzet voor het verbreden van een meer diverse beeldvorming rondom onder andere mensen met een handicap.[3]
- Uitgenodigd voor de nieuwsjaarsreceptie van het koningshuis 2019 om haar zichtbaarheid en bijzonder waardevolle inzet rondom inclusie. Dit tezamen met haar hulphond. Welke als eerste en enige hulphond ooit de nieuwjaarsreceptie heeft mogen bijwonen.